# Възнесение (училище)
Училище „Свето Възнесение“ е бивше училище, в което са разположени част от експозициите на Етнографско-възрожденския комплекс „Св. Софроний Врачански“. Комплексът е етнографски музей на битова и историческа тематика с експозиции, намиращи се в град Враца.
Началното училище „Иванчо Младенов“ във Враца е продължител на училището „Възнесение“, създадено през 1822 г. Първото килийно училище в града е функционирало в годините около 1632. В началото на XIX век, поради нарастналата нужда от по-голям и отговаряш на новите обществени нужди, размах, врачанският род Хаджитошеви полага основите на първото обществено училище в града. Наречено е така поради името на намиращия се в съседство храм „Св. Възнесение“. Средства за построяването на новата сграда са събирани чрез подписка за доброволни дарения, а самата сграда е вдигната през 1842 г.
Първоначално образование на хиляди врачани става и основно проявление на целия духовен живот в града. Смята се, че читалището „Развитие“ (Народно читалище „Развитие – 1869“) е творение на училището, а класното училище „Иванчо Младенов“ също е негов приемник. Първият учител в него е Константин Огнянович.
В продължение на половин столетие учителстват в училището мнозина известни просветни дейци: Кръстьо Пишурка, Петко Славейков, Коста Буюклийски, Симеон Л. Подбалкански, Христо Н. Даскалов, Никола Ковачев, Иван Славейков, Константин Н. Досимиров и други. (Нешо Попбрайков и Андон Кесяков).
През 1897 г. на мястото на стария паянтов градеж е построена нова, по-голяма и просторна сграда. В нея училището просъществува до 1981 г., когато е слято с Начално училище „Димитър Благоев“. Междувременно през 1948 г. Народно първоначално училище „Възнесение“ е преименувано в Народно първоначално училище „Христо Смирненски“. Началният курс е поместен в сградата, построена през 1911 г. с дарение от Иванчо Младенов, а прогимназиалният курс е в сградата, построена с дарение от Козма Тричков. След преместването на това училище в негова собствена сграда там са събрани експозициите на Регионалния исторически музей – Враца.
Освен изложбата на българските традиционни дейности в училището „Възнесение“ има изградена друга част, посветена на дейността на композитора Дико Илиев.